# Ministerie van Openbare Werken (België)
Het Ministerie van Openbare Werken was een Belgisch ministerie. Het werd opgericht op 13 januari 1837 als zesde Belgische ministerie.
Bij de staatshervorming van 1988-1989 werd de bevoegdheid aan de gewesten overgedragen. Het ministerie werd opgeheven door het Koninklijk Besluit van 27 juni 1990.